# Dobropillja
Dobropillja (ukrainsk: Добропілля, russisk: Доброполье - Dobropolye) er en by i Pokrovsk rajon i Donetsk oblast (provins) i Ukraine. Før 2020 var den en By af regional betydning   og fungerede som administrativt centrum for den tidligere Dobropillja rajon, selvom den ikke tilhørte rajonen.
Byen  havde i 1989 40.064 indbyggere, og  i 2021 en befolkning på omkring 28.757. Dobropillja ligger 94 km fra  Donetsk.

## Demografiske oplysninger
Ifølge Ukrainsk folketælling 2001:
Etnicitet
- Ukrainere: 71.3%
- Russere: 25,9 %
- Hviderussere: 1.1%
- Tatarer: 0,4 %.
- Grækere: 0,4 %: 0.2%

Sprog
- Russisk: 61.0%
- Ukrainsk: 38.5%
- Hviderussisk: 0.1%